# 인천 청라동 아파트 지하주차장 전기차 화재

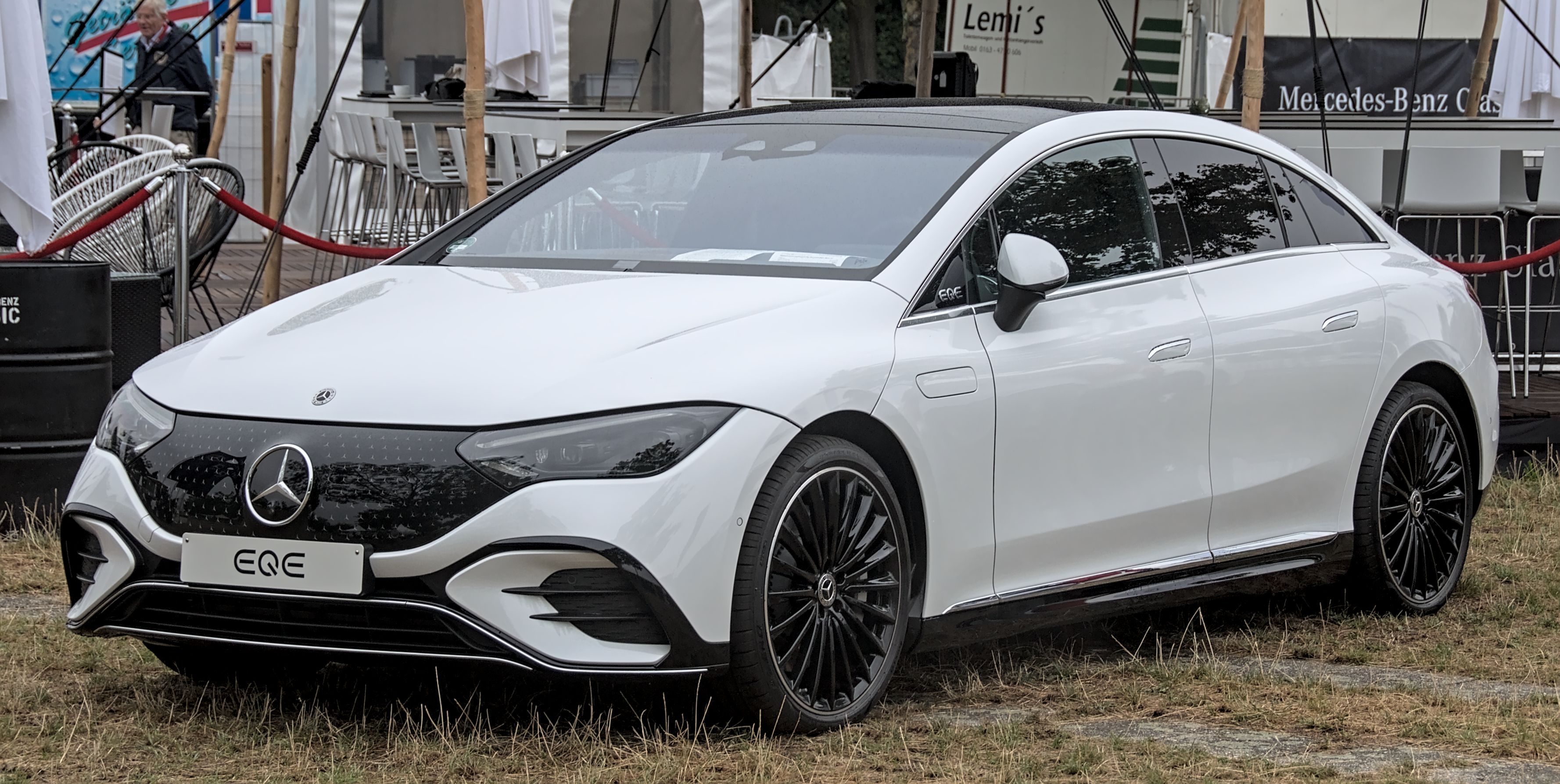
사고 차량과 동일한 모델인 메르세데스-벤츠 EQE 350+

인천 청라동 아파트 지하주차장 전기차 화재 사고는 2024년 8월 1일 오전 대한민국 인천광역시 서구 청라동 제일풍경채 2차 아파트 지하주차장에 주차되어 있던 메르세데스-벤츠 EQE 350 차량에서 발생한 화재 사고를 말한다.

## 배터리
2024년 8월 1일 오전 6시 8분경, 인천 청라국제도시 청라제일풍경채 2차 에듀앤파크 아파트 지하 1층 주차장에 주차된 메르세데스-벤츠 EQE 350 차량의 배터리에서 발화로 추정되는 화재가 발생하여 이를 발견한 주민 1명이 이를 119에 신고했다.
벤츠코리아는 인천 청라 전기차 화재 사고 차량인 메르세데스 벤츠의 EQE 350+ 모델에 모두 중국 파라시스 배터리를 탑재했다고 13일 밝혔다. 파라시스 배터리는 화재 위험으로 중국에서 리콜로 이어진 적이 있다. Farasis Energy는 중국의 배터리 제조사다.
벤츠 코리아는 한국에서 판매 중인 전기차의 배터리 제조사 정보를 홈페이지에 공개했다. 제조사 현황을 보면 청라 아파트 화재 차량에 탑재된 중국 파라시스 배터리를 쓰는 전기차는 5가지 모델이다. EQS 350을 제외하면 모두 EQE 모델(AMG 포함)이다.
- EQE 350+
- AMG EQE 53 4MATIC+
- EQE 350 4MATIC
- EQE 500 4MATIC SUV
- EQS 350

이들 차량이 판매 시작된 2022년 이후 누적 판매량은 5,582대다. 이 가운데 화재 차량과 동일한 트림인 EQE 350+가 2278대로 가장 많다.